# 스트레인저 (2019년 영화)
"스트레인저"(영어: The Parts You Lose)는 2019년 공개된 미국의 액션 스릴러 드라마 영화이다.

## 출연진

### 주연
- 메리 엘리자베스 윈스테드 - 게일 역
- 스쿳 맥네이리 - 로니 역
- 아론 폴 - 남자 역

### 조연
- 대니 머피 - 웨슬리 역
- 다아시 페르 - 미치 역